# Karan Armstrong
Karan Armstrong (Havre, 14 dicembre 1941 – Marbella, 28 settembre 2021) è stata un soprano statunitense.

## Biografia
Originariamente formatasi come pianista, dopo aver conseguito il Bachelor of Music presso il Concordia College nel 1963, studiò con Lotte Lehmann a Santa Barbara, in California. Debuttò nel 1965 con una compagnia secondaria a San Francisco nel ruolo di Musetta ne La bohème di Puccini, e l'anno successivo apparve per la prima volta con la San Francisco Spring Opera nel ruolo di Elvira ne L'italiana in Algeri di Rossini.
Il 2 ottobre 1966 debuttò al Metropolitan Opera nel ruolo di una delle serve ne La donna senz'ombra di Richard Strauss, diretta da Karl Böhm, insieme a Leonie Rysanek e Christa Ludwig. Seguirono regolari apparizioni nel medesimo teatro per tutta la primavera del 1969 in ruoli come il paggio nel Rigoletto, Annina ne La traviata al fianco di Virginia Zeani e la fata della rugiada in Hänsel und Gretel. Nel 1968 apparve inoltre come ospite al Santa Fe Opera nel ruolo di Adina ne L'elisir d'amore di Donizetti.
Nel 1969 si trasferì al New York City Opera esibendosi nel ruolo di Reine de Chémakhâ ne Il gallo d'oro, e nel 1977 interpretò Concepción in L'heure espagnole di Ravel al fianco di Kenneth Riegel, Blonde ne Il ratto dal serraglio e i ruoli principali ne La traviata, La bella Elena e La fanciulla del West, tra gli altri.
Nel 1974 si esibì per la prima volta in Europa nel ruolo di Micaëla nella Carmen all'Opéra national du Rhin di Strasburgo, mentre l'anno successivo apparve in Salomè di Richard Strauss. Seguirono altre esibizioni, tra cui il ruolo della protagonista nella Tosca alla Fenice di Venezia e quello di Elsa nel Lohengrin al Festival di Bayreuth del 1979, al fianco di Peter Hofmann nel ruolo del protagonista e con la direzione del suo futuro marito Götz Friedrich. Apparve alla Deutsche Oper Berlin per quasi quattro decenni in oltre 400 serate e 24 ruoli diversi, e si esibì anche a Vienna, a Parigi, alla Royal Opera House di Londra, a Los Angeles e al Teatro Bol'šoj di Mosca.
Tra le sue prime mondiali si menzionano Jesu Hochzeit di Gottfried von Einem, Lou Salomé di Giuseppe Sinopoli, Un re in ascolto di Luciano Berio, Der Meister und Margarita di York Höller e Desdemona und ihre Schwestern di Siegfried Matthus. Apparve inoltre in The Ballad of Baby Doe di Douglas Moore, The Crucible di Robert Ward, Susannah di Carlisle Floyd, I racconti di Hoffmann nel ruolo di Giulietta al fianco di Norman Treigle, Il castello di Barbablù di Bartók, La voce umana di Poulenc, Pelléas et Mélisande di Debussy, Wozzeck di Berg, Il cavaliere della rosa di Richard Strauss, Les Troyens di Berlioz, Die tote Stadt di Korngold, Parsifal di Wagner, Karl V. di Krenek, Erwartung di Schönberg, La Valchiria, Kát'a Kabanová di Janáček, Il caso Makropulos dello stesso compositore, Montségur di Marcel Landowski, Die Frau ohne Schatten (come il Färberin), Lady Macbeth del Distretto di Mcensk, Le Bassaridi, Fidelio, Mathis der Maler, Tannhäuser e I dialoghi delle Carmelitane.
Nel 1985 ricevette il titolo di Kammersängerin. Negli ultimi anni fu la vedova Begbick in Ascesa e caduta della città di Mahagonny, Madame Larine in Eugenio Onegin, la vecchia signora in Candide, la regina di cuori in Alice nel paese delle meraviglie di Unsuk Chin a Ginevra e Cecily 'Cissy' Robson nel Quartetto di Ronald Harwood a Berlino. Nel 2015 cantò Geneviève in Pelléas et Mélisande a Torino, diretta da Juraj Valčuha.

## Vita privata
Armstrong sposò il regista e impresario Götz Friedrich con il quale ebbe un figlio di nome Johannes. Morì a Marbella, in Spagna, il 28 settembre 2021, all'età di 79 anni.

## Discografia
Fonte:
- Wagner: Lohengrin (Hofmann; Nelsson, 1982) [live] CBS OCLC 1184322289
- Menotti: Songs (Francesch, 1983) Etcetera OCLC 22489759
- Berio: Un re in ascolto (Adam; Maazel, 1984) [live] col legno	OCLC 1183573911
- Henze: The Bassarids (Riegel; Albrecht, 1986) koch schwann OCLC 25064291
- Landowski: Montségur (G.Quilico; Plasson, 1987) [live] Cybelia OCLC 874205377
- Zemlinsky: Lyric Symphony (Kusnjer; Gregor, 1987–88) Supraphon OCLC 27646751
- Zemlinsky: Lyric Symphony (Hermann; Gielen, 1989) [live] Orfeo
- Höller: Traumspiel (Zagrosek, 1989) WERGO	OCLC 1080904217

## Videografia
- Verdi: Falstaff (Bacquier, Stilwell; Solti, Friedrich, 1978–79) Deutsche Grammophon OCLC 62869024
- Wagner: Lohengrin (Hofmann; Nelsson, Friedrich, 1982) [live] EuroArts	OCLC 1252600990
- Korngold: Die tote Stadt (King; Hollreiser, Friedrich, 1983) [live] Arthaus Musik	OCLC 893682407
- "Richard-Wagner-Abend" [include Wesendonck-Lieder and Isoldes Liebestod] (Adam; Masur, 1988) [live] Kultur ISBN 978-1-56127-243-3, OCLC 30745561